# Billie Hughes
Billie Keith Hughes (4 de abril de 1948 – 3 de julio de 1998) fue un cantautor americano, músico y productor. Se le conoce especialmente por su trayectoria artística en Japón, siendo el líder y vocalista de la banda Lazarus, y por su colaboración con Roxanne Seeman, con quien escribió canciones para Philip Bailey, Phil Collins, Bette Midler, The Jacksons, The Sisters Of Mercy, Wink, además de por sus canciones para cine y televisión. Tiene dos nominaciones a los Premios Emmy.
La canción de Hughes Welcome To The Edge,  con título en japonés "Todokanu Omoi"とどかぬ想い  fue el tema del drama televisivo japonés I'll Never Love Anyone Again (Mou Daremo Aisanai) (もう誰も愛さない). Se convirtió en el sencillo internacional más vendido en Japón en 1991 tras vender más de 500,000 copias. Hughes fue premiado con el Sencillo Internacional Nº1 del Año en 1992 en el NHK Grand Prix Gold Disk Awards japoneses.
Mou Daremo Aisanai (もう誰も愛さない), presentando la canción de Billie Hughes Welcome to the Edge ("Todokanu Omoi") empezó a ser distribuida en Television Kanagawa en el Área del Gran Tokio el 8 de octubre de 2019.

## Primeros años y educación
Billie Keith Hughes nació el 4 de abril de 1948 en Graham, Texas, hijo de Betty (née Capps) y Billie Wayne Hughes (5 de agosto de 1924 – 14 de noviembre de 2011), un ministro de la Iglesia de Cristo, profesor de matemáticas y contratista.
Hughes estudió en Universidad Cristiana de Abilene, Texas. Fue el primer violinista en la Orquesta de la Universidad Cristiana de Abilene y miembro del coro a cappella de la Universidad Cristiana de Abilene.

## Discografía

### Álbumes

#### Con Lazarus
- 1971: Lazarus
- 1973: A Fool's Paradise

#### Solo
- 1976: Street Life
- 1979: Dream Master
- 1981: Horton, Bates & Best: The Last Catch
- 1991:Welcome to the Edge [13]

### Sencillos
- 1972: "Warmth Of Your Eyes", Lazarus
- 1973: "Ladyfriends I (Sing a Song to Your Lady)," Lazarus
- 1979: "Martin Eden", tema de Martin Eden (miniseries)
- 1979: "Stealin' My Heart Away" (7", Promo)
- 1991: "Welcome to the Edge" (CD, Mini, Single)

### Apariciones notables
- 1972: Peter - Peter Yarrow; en "River of Jordan", "Take off Your Mask" (background vocals)
- 1976: Street Life, CBC Radio Canada Broadcast Recording series, canciones: "Quiet Moment", "Gypsy Lady", y "Dreams Come True"
- 1978: Let's Keep it That Way - Anne Murray; en "Let's Keep it That Way" (background vocals)

### Créditos de composición seleccionados
- 1971: "Blessed" de Lazarus en Lazarus
- 1971: "Meanings Will Change" de Paul Stookey en Paul and
- 1972: "Warmth of Your Eyes" de Lazarus en Lazarus
- 1973: "Ladyfriends I (Sing a Song to Your Lady)" de Lazarus en A Fool's Paradise
- 1973: "Blessed" de Noel Paul Stookey en One Night Stand
- 1974: "Eastward" de The Lettermen en Now And Forever
- 1974: "Blessed" de Gene Cotton en In the Gray of the Morning
- 1976: "Quiet Moment" de Bill Hughes en Street Life CBC series
- 1979: "Martin Eden" tema de Martin Eden (miniseries) por Bill Hughes
- 1979: "Stealin' My Heart Away" de Bill Hughes en Dream Master
- 1979: "Only Your Heart Can Say" de Bill Hughes en Dream Master
- 1984: "Walking on the Chinese Wall" de Philip Bailey en Chinese Wall
- 1985: "Heart of Love" de The Heavenly Kid por Jamie Bond
- 1987: "Love Is An Art" de Pernilla Wahlgren en Pure Dynamite
- 1988: "One Way" de Al Jarreau en Heart's Horizon
- 1989: "The Blue Line" de Yoshimi Iwasaki en Tsuki-yo ni Good Luck
- 1989: "I Wanna Yell" de Little Monsters por Billie Hughes
- 1989: "If You'd Only Believe" de The Jacksons en 2300 Jackson Street
- 1991: "Welcome To The Edge" tema de Santa Barbara de Billie Hughes
- 1991: "Todokanu Omoi"とどかぬ想い (One-Sided Love) de Billie Hughes
- 1991: "Welcome To The Edge" de Bon Chic
- 1991: "Night and Day" de Bette Midler en Some People's Lives
- 1991: "Welcome To The Edge" de Billie Hughes en Welcome To The Edge
- 1991: "Yoru no Tsuki, Hiru no Tsuki" (夜の月、昼の月, "Night Moon, Day Moon") de Wink en Queen of Love
- 1991: "Jūnigatsu no Orihime" (12月の織姫, "Orihime in December") de Wink en Back to Front
- 1991: "Omoide made Soba ni Ite (Welcome to the Edge) [Album Version]" ((想い出までそばにいて (Welcome To The Edge), "I'll Stay by Your Side Until You Remember (Welcome to the Edge)" de Wink en Back to Front

- 1991: "Like a Bird" de Wink en Each Side of Screen
- 1992: "If You'd Only Believe" de Randy Crawford en Through the Eyes of Love
- 1993: "Under The Gun" de The Sisters of Mercy en A Slight Case of Overbombing